# Festa dell'Amicizia
La Festa nazionale dell'Amicizia (o semplicemente Festa dell'Amicizia) è stata una festa partitica organizzata annualmente dalla Democrazia Cristiana dal 1977 al 1993, sia a livello nazionale che locale.

## Descrizione
Istituita nel 1977 per cercare di concorrere con le altre feste di partito dei partiti socialisti, si svolgeva usualmente tra settembre e ottobre.
La prima festa nazionale si tenne il 22 settembre 1977 a Palmanova alla presenza di Benigno Zaccagnini, Tina Anselmi e con tanti ospiti dello spettacolo nazionale, tra cui Pippo Baudo, Daniela Goggi e altri ancora.
Uno degli ospiti politici fissi negli anni fu Ciriaco De Mita.

## Edizioni
Feste nazionali dell'Amicizia
- 1977: Palmanova
- 1978: Pescara
- 1979: Modena
- 1980: Viareggio
- 1981: Trento
- 1982: Viareggio
- 1983: Fiuggi
- 1984: Milano
- 1985: Bari
- 1986: Cervia
- 1987: Palermo
- 1988: Verona
- 1989: Montecatini Terme
- 1990: Cagliari
- 1991: Arona
- 1992: Pesaro